# Even Hovland
Even Hovland (Vadheim, 14 februari 1989) is een Noors voetballer die doorgaans speelt als centrale verdediger. In februari 2025 verruilde hij BK Häcken voor IF Brommapojkarna. Hij debuteerde in 2012 in het Noors voetbalelftal.

## Clubcarrière
Hovland speelde vanaf 2007 in het eerste elftal van Sogndal Fotball. Hij debuteerde op 9 april van dat jaar, toen met 2–3 verloren werd van Molde FK. In de twee seizoenen die volgden was hij basisspeler, maar begin 2009 brak Hovland zijn voet, waardoor hij het complete seizoen moest missen. In januari 2010 was de Noor op proef bij het Engelse Manchester United. In 2012 maakte Hovland de overstap naar Molde FK. Met die club won hij in 2012 het landskampioenschap en in 2013 de beker. In de zomer van 2014 verkaste Hovland naar het Duitse 1. FC Nürnberg. Hier speelde hij drie seizoenen, waarna hij terugkeerde bij Sogndal Fotball. Na een paar maanden verkaste Hovland naar Rosenborg BK. In zijn eerste jaar werd hij landskampioen en won hij de beker en de supercup. In januari 2022 nam BK Häcken de verdediger over en gaf het hem een contract voor twee jaar. In januari 2024 werd deze met een jaar verlengd. Na afloop van zijn contract verkaste Hovland naar IF Brommapojkarna.

## Clubstatistieken
| Seizoen | Club              | Competitie    | Competitie | Competitie | Beker | Beker | Internationaal | Internationaal | Totaal | Totaal |
| Seizoen | Club              | Competitie    | Wed.       | Dlp.       | Wed.  | Dlp.  | Wed.           | Dlp.           | Wed.   | Dlp.   |
| ------- | ----------------- | ------------- | ---------- | ---------- | ----- | ----- | -------------- | -------------- | ------ | ------ |
| 2007    | Sogndal Fotball   | 1. divisjon   | 28         | 1          | 0     | 0     | —              | —              | 28     | 1      |
| 2008    | Sogndal Fotball   | 1. divisjon   | 17         | 1          | 1     | 0     | —              | —              | 18     | 1      |
| 2009    | Sogndal Fotball   | 1. divisjon   | 2          | 0          | 0     | 0     | —              | —              | 2      | 0      |
| 2010    | Sogndal Fotball   | 1. divisjon   | 24         | 6          | 4     | 1     | —              | —              | 28     | 7      |
| 2011    | Sogndal Fotball   | Eliteserien   | 22         | 2          | 4     | 1     | —              | —              | 26     | 3      |
| 2012    | Molde FK          | Eliteserien   | 18         | 1          | 3     | 1     | 4              | 0              | 25     | 1      |
| 2013    | Molde FK          | Eliteserien   | 24         | 1          | 5     | 1     | 5              | 0              | 34     | 2      |
| 2014    | Molde FK          | Eliteserien   | 9          | 1          | 1     | 0     | —              | —              | 25     | 1      |
| 2014/15 | 1. FC Nürnberg    | 2. Bundesliga | 25         | 1          | 0     | 0     | —              | —              | 25     | 1      |
| 2015/16 | 1. FC Nürnberg    | 2. Bundesliga | 26         | 2          | 4     | 0     | —              | —              | 30     | 2      |
| 2016/17 | 1. FC Nürnberg    | 2. Bundesliga | 20         | 1          | 1     | 0     | —              | —              | 21     | 1      |
| 2017    | Sogndal Fotball   | Eliteserien   | 9          | 0          | 2     | 0     | —              | —              | 11     | 0      |
| 2018    | Sogndal Fotball   | 1. divisjon   | 1          | 0          | 0     | 0     | —              | —              | 1      | 0      |
| 2018    | Rosenborg BK      | Eliteserien   | 27         | 0          | 4     | 0     | 13             | 1              | 44     | 1      |
| 2019    | Rosenborg BK      | Eliteserien   | 28         | 5          | 1     | 0     | 14             | 0              | 43     | 5      |
| 2020    | Rosenborg BK      | Eliteserien   | 18         | 2          | 0     | 0     | 2              | 1              | 20     | 3      |
| 2021    | Rosenborg BK      | Eliteserien   | 29         | 2          | 1     | 0     | 6              | 0              | 36     | 2      |
| 2022    | BK Häcken         | Allsvenskan   | 30         | 4          | 4     | 2     | —              | —              | 34     | 6      |
| 2023    | BK Häcken         | Allsvenskan   | 27         | 6          | 6     | 1     | 13             | 1              | 46     | 8      |
| 2024    | BK Häcken         | Allsvenskan   | 26         | 1          | 4     | 0     | 4              | 0              | 34     | 1      |
| 2025    | IF Brommapojkarna | Allsvenskan   | 0          | 0          | 0     | 0     | —              | —              | 0      | 0      |
| Totaal  | Totaal            | Totaal        | 410        | 37         | 45    | 7     | 61             | 3              | 516    | 47     |

Bijgewerkt op 1 maart 2025.

## Interlandcarrière
Hovland debuteerde in het Noors voetbalelftal op 15 januari 2012 in een vriendschappelijke wedstrijd tegen Denemarken (1–1). Hij mocht van bondscoach Egil Olsen het gehele duel als basisspeler meespelen. De andere debutanten dit duel waren Lars Christopher Vilsvik (Strømsgodset), Vegar Eggen Hedenstad (Stabæk IF), Magnus Wolff Eikrem (Molde FK), Magnus Lekven (Odd Grenland), Harmeet Singh (Vålerenga Fotball), Alexander Søderlund (FK Haugesund), Valon Berisha (Viking FK), Thomas Sørum (Helsingborgs IF) en Mos Abdellaou (FC Kopenhagen).
| Interlands van Even Hovland voor Noorwegen | Interlands van Even Hovland voor Noorwegen | Interlands van Even Hovland voor Noorwegen | Interlands van Even Hovland voor Noorwegen | Interlands van Even Hovland voor Noorwegen | Interlands van Even Hovland voor Noorwegen |
| №                                          | Datum                                      | Wedstrijd                                  | Uitslag                                    | Competitie                                 | Goals                                      |
| Als speler bij Molde FK                    | Als speler bij Molde FK                    | Als speler bij Molde FK                    | Als speler bij Molde FK                    | Als speler bij Molde FK                    | Als speler bij Molde FK                    |
| ------------------------------------------ | ------------------------------------------ | ------------------------------------------ | ------------------------------------------ | ------------------------------------------ | ------------------------------------------ |
| 1                                          | 15 januari 2012                            | Denemarken – Noorwegen                     | 1 – 1                                      | Vriendschappelijk                          |                                            |
| 2                                          | 18 januari 2012                            | Thailand – Noorwegen                       | 0 – 1                                      | Vriendschappelijk                          |                                            |
| 3                                          | 21 januari 2012                            | Zuid-Korea – Noorwegen                     | 3 – 0                                      | Vriendschappelijk                          |                                            |
| 4                                          | 18 januari 2014                            | Noorwegen – Polen                          | 0 – 3                                      | Vriendschappelijk                          |                                            |
| Als speler bij 1. FC Nürnberg              |                                            |                                            |                                            |                                            |                                            |
| 5                                          | 8 juni 2015                                | Noorwegen – Zweden                         | 0 – 0                                      | Vriendschappelijk                          |                                            |
| 6                                          | 12 juni 2015                               | Noorwegen – Azerbeidzjan                   | 0 – 0                                      | EK 2016 kwalificatie                       |                                            |
| 7                                          | 3 september 2015                           | Bulgarije – Noorwegen                      | 0 – 1                                      | EK 2016 kwalificatie                       |                                            |
| 8                                          | 6 september 2015                           | Noorwegen – Kroatië                        | 2 – 0                                      | EK 2016 kwalificatie                       |                                            |
| 9                                          | 10 oktober 2015                            | Noorwegen – Malta                          | 2 – 0                                      | EK 2016 kwalificatie                       |                                            |
| 10                                         | 13 oktober 2015                            | Italië – Noorwegen                         | 2 – 1                                      | EK 2016 kwalificatie                       |                                            |
| 11                                         | 12 november 2015                           | Noorwegen – Hongarije                      | 0 – 1                                      | EK 2016 kwalificatie                       |                                            |
| 12                                         | 15 november 2015                           | Hongarije – Noorwegen                      | 2 – 1                                      | EK 2016 kwalificatie                       |                                            |
| 13                                         | 24 maart 2016                              | Estland – Noorwegen                        | 0 – 0                                      | Vriendschappelijk                          |                                            |
| 14                                         | 29 maart 2016                              | Noorwegen – Finland                        | 2 – 0                                      | Vriendschappelijk                          |                                            |
| 15                                         | 29 mei 2016                                | Portugal – Noorwegen                       | 3 – 0                                      | Vriendschappelijk                          |                                            |
| 16                                         | 1 juni 2016                                | Noorwegen – IJsland                        | 3 – 2                                      | Vriendschappelijk                          |                                            |
| 17                                         | 5 juni 2016                                | België – Noorwegen                         | 3 – 2                                      | Vriendschappelijk                          |                                            |
| 18                                         | 31 augustus 2016                           | Noorwegen – Wit-Rusland                    | 0 – 1                                      | Vriendschappelijk                          |                                            |
| 19                                         | 4 september 2016                           | Noorwegen – Duitsland                      | 0 – 3                                      | WK 2018 kwalificatie                       |                                            |
| 20                                         | 8 oktober 2016                             | Azerbeidzjan – Noorwegen                   | 1 – 0                                      | WK 2018 kwalificatie                       |                                            |
| 21                                         | 11 oktober 2016                            | Noorwegen – San Marino                     | 4 – 1                                      | WK 2018 kwalificatie                       |                                            |
| 22                                         | 11 november 2016                           | Tsjechië – Noorwegen                       | 2 – 1                                      | WK 2018 kwalificatie                       |                                            |
| 23                                         | 26 maart 2017                              | Noord-Ierland – Noorwegen                  | 2 – 0                                      | WK 2018 kwalificatie                       |                                            |
| 24                                         | 13 juni 2017                               | Noorwegen – Zweden                         | 1 – 1                                      | Vriendschappelijk                          |                                            |
| Als speler bij Rosenborg BK                |                                            |                                            |                                            |                                            |                                            |
| 25                                         | 13 oktober 2018                            | Noorwegen – Slovenië                       | 1 – 0                                      | Nations League 2018/19                     |                                            |
| 26                                         | 5 september 2019                           | Noorwegen – Malta                          | 2 – 0                                      | EK 2020 kwalificatie                       |                                            |
| 27                                         | 12 oktober 2019                            | Noorwegen – Spanje                         | 1 – 1                                      | EK 2020 kwalificatie                       |                                            |
| 28                                         | 15 oktober 2019                            | Roemenië – Noorwegen                       | 1 – 1                                      | EK 2020 kwalificatie                       |                                            |
| 29                                         | 7 september 2020                           | Noord-Ierland – Noorwegen                  | 1 – 5                                      | Nations League 2020/21                     |                                            |

Bijgewerkt op 1 maart 2025.

## Erelijst
| Competitie      |                 |                 |                 |                 |
| Competitie      | Aantal          | Jaren           |                 |                 |
| Sogndal Fotball | Sogndal Fotball | Sogndal Fotball | Sogndal Fotball | Sogndal Fotball |
| --------------- | --------------- | --------------- | --------------- | --------------- |
| 1. divisjon     | 1               | 2010            |                 |                 |
| Molde FK        |                 |                 |                 |                 |
| Eliteserien     | 1               | 2012            |                 |                 |
| NM Cupen        | 1               | 2013            |                 |                 |
| Rosenborg BK    |                 |                 |                 |                 |
| Eliteserien     | 1               | 2018            |                 |                 |
| NM Cupen        | 1               | 2018            |                 |                 |
| Mesterfinalen   | 1               | 2018            |                 |                 |